# 福特六和汽車
福特六和汽車股份有限公司，簡稱福特六和，是臺灣一家汽車製造公司，以紡織業起家的六和集團與美國福特汽車轉投資的加拿大商FLH控股公司（Canada FLH Holding Company）在1972年合資成立，專門製造生產福特旗下車款；另以往因福特對日本馬自達的持股關係，該公司也曾生產馬自達車系。除了就地供應臺灣本土市場，近年來更整車外銷至加拿大、日本、澳洲、紐西蘭、俄羅斯、越南、南非等地的市場。

## 淵源

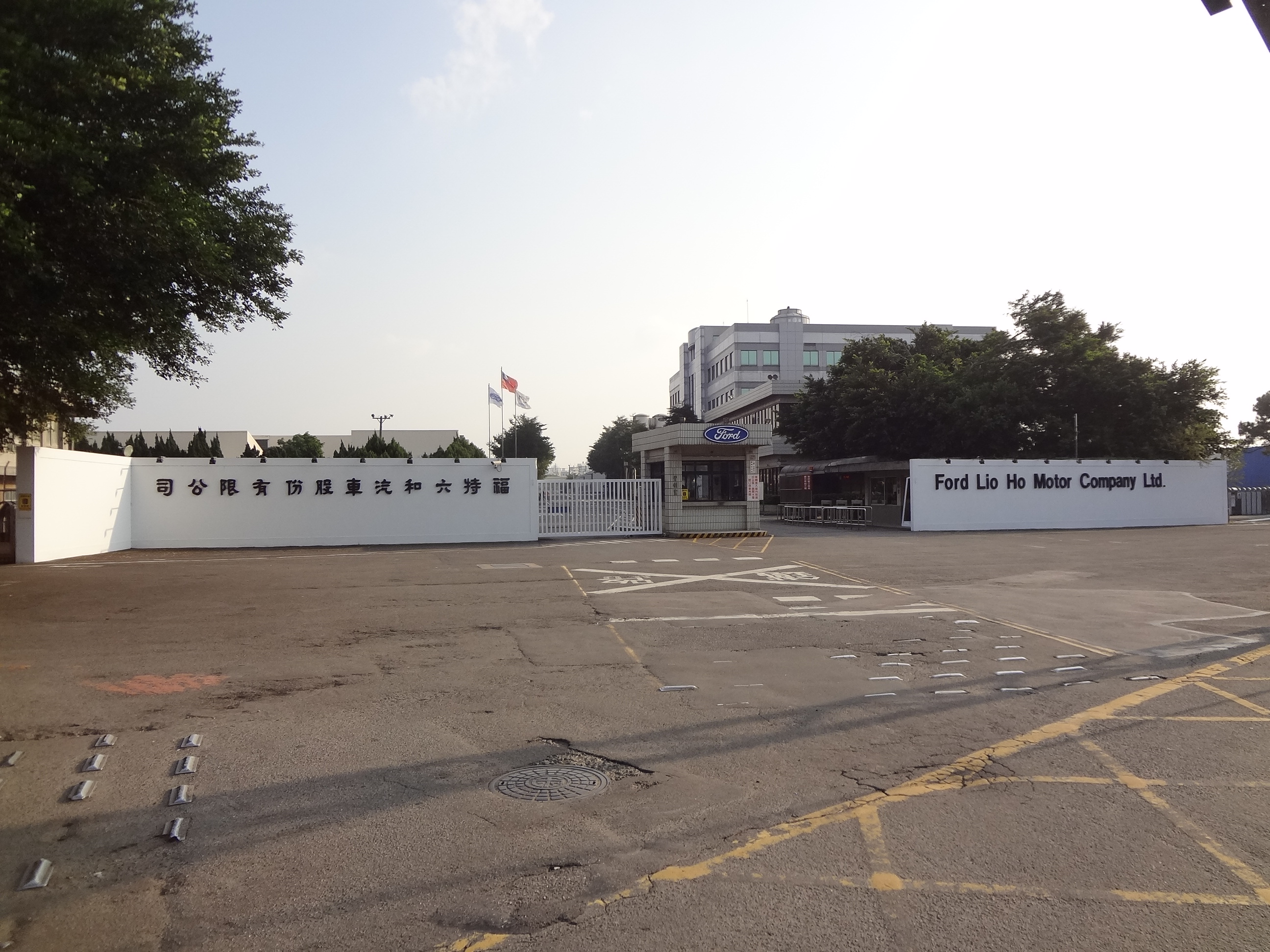
福特六和總部

由宗祿堂、宗圭璋、宗仁卿三兄弟創辦的六和紡織公司於1969年3月4日於桃園縣中壢市（今桃園市中壢區）成立「六和汽車工業股份有限公司」，透過中間人牽線與日本豐田汽車簽署合作協議，1970年2月起在臺灣生產美力士（豐田MiniAce）輕型卡車、可樂娜（豐田Corona）轎車等兩種車款，但銷售業務交由和泰商行（現稱和泰汽車）負責。1972年9月29日中華民國與日本斷交，在中華民國政府的壓力之下，六和汽車在1973年4月跟豐田汽車合約屆滿之後不再續約。
而美國福特汽車自1970年代初期起便有意來臺投資，經中華民國政府協調下，雙方於1972年11月20日在美國密西根州福特汽車總部正式簽署合資協定，六和汽車工業公司於同年12月1日正式改組更名為「福特六和汽車股份有限公司」。福特汽車對於此項投資案極度重視，時任董事長亨利·福特二世和總裁李·艾科卡均親自來台參加簽約儀式。值得一提的是，福特六和是全球唯一不單單以「Ford」為名：不論是中文的「福特六和」或英文的「Ford Lio Ho」，都保留了「六和」之名。
有趣的是，以六和紡織、六和機械為首的六和集團跟豐田汽車的關係反而更加緊密。從1992年進軍中國大陸汽車市場起，六和集團陸續成立「豐田工業（昆山）有限公司」、「豐田工業汽車配件（昆山）有限公司」等汽車零組件製造廠。除供應給廣汽豐田和天津一汽豐田外，另也供應上海通用、長安福特、廣汽本田、東風日產等汽車製造廠。

## 公司沿革

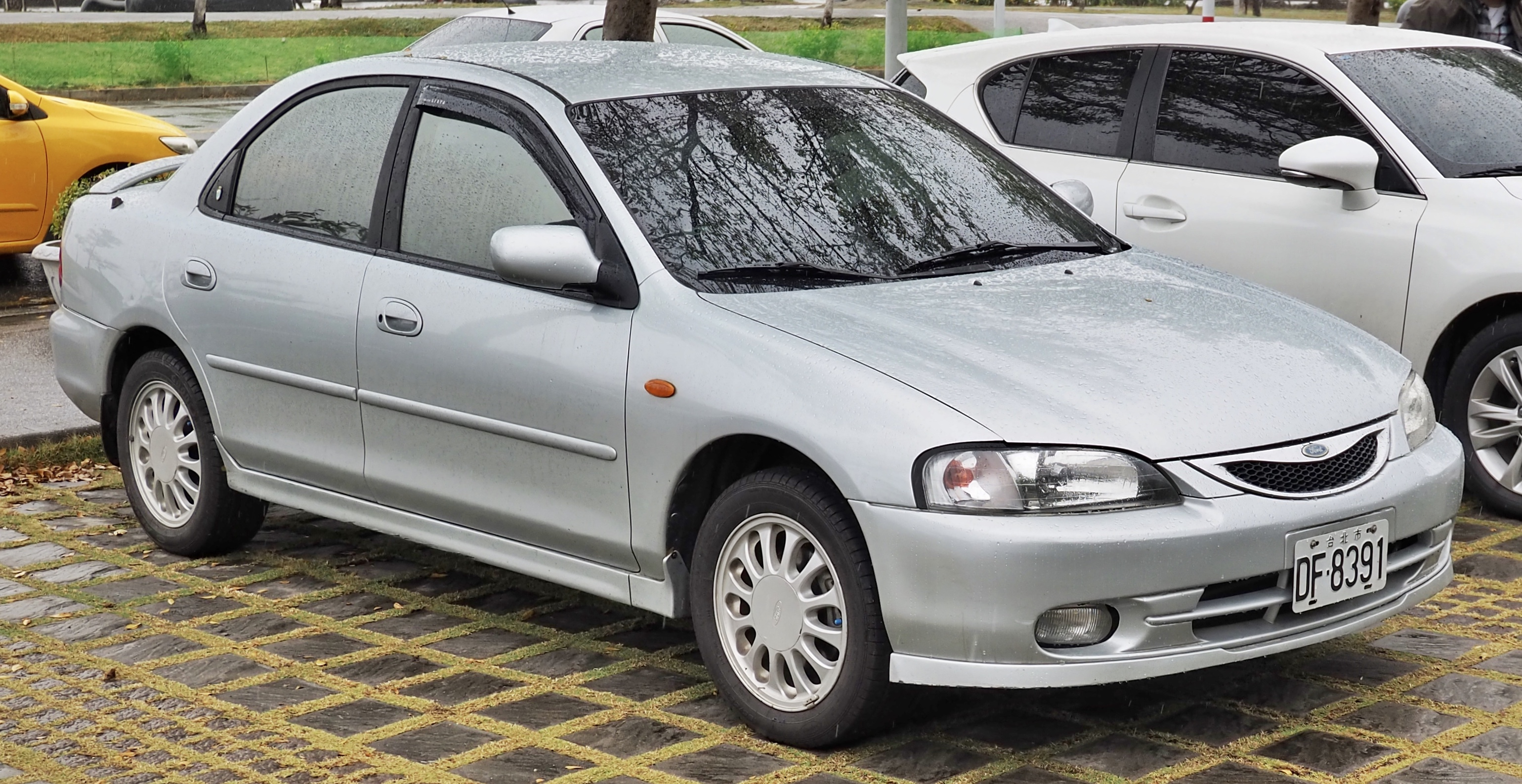
1995年福特你愛她

- 1969年3月4日：六和紡織成立六和汽車工業股份有限公司；翌年2月與豐田汽車技術合作生產美力士（日语：トヨタ・ミニエース）、可樂娜兩種車款，銷售交由和泰汽車代理。
- 1972年12月1日：六和汽車正式改組更名為福特六和汽車股份有限公司。
- 1973年4月：與豐田汽車合約屆滿，不再生產其車款。同年，推出首款國產1.6L轎車「福特跑天下」（Ford Cortina）與1.3L轎車「福特雅士」（Ford Escort）。
- 1974年2月：推出1.1L和1.3L的商用車「福特利大」（Ford Fiera）[8]。
- 1977年：推出2.8L「福特千里馬」（Ford Granada）。
- 1978年：美國福特汽車董事長亨利·福特二世到臺灣參訪。
- 1980年：推出馬自達Bongo的商用雙生車款「福特載卡多」（Ford Econovan）。
- 1981年：推出馬自達323的雙生車款「福特全壘打」（Ford Laser）。
- 1983年：推出馬自達626的雙生車款「福特天王星」（Ford Telstar）。
- 1985年：以第七代鈴木Carry為藍本而開發的福特好幫手上市。
- 1986年：完成第一次擴廠計畫，年產能達到12萬輛；開始製造福特Laser的雙生車款「水星Tracer」（Mercury Tracer）並外銷至加拿大共1,500輛。
- 1989年：生產車輛數累積達50萬輛，並擴充塗裝工廠。
- 1991年：完成第二次擴廠計畫。
- 1994年：生產車輛數累積達100萬輛。
- 1995年：推出「福特你愛她」（Ford Liata），廣告曲為張學友的歌〈真愛〉，轟動一時。
- 1996年：獲得ISO 9001國際品質管理系統認證。
- 1997年：獲得ISO 14001國際環境管理系統認證。
- 1998年：獲得QS-9000國際品質管理系統認證，成立中古車經銷網路「福特金標準中古車」。
- 1999年：設置「設計暨技術中心」。
- 2005年：供應左、右駕版的福特Escape（英语：Ford Escape）和馬自達Tribute給日本、澳洲、紐西蘭、俄羅斯等地的市場。
- 2010年12月2日：生產車輛數累積達200萬輛[9]。
- 2013年11月1日：由於福特汽車於2008年起陸續出售所持有的馬自達持股，至2013年為止持股僅佔3%。福特六和宣布將終止馬自達汽車的代理業務（原先透過福特汽車在台灣轉投資的子公司品爵汽車代理），馬自達將於2014年下半年在台灣成立分公司接掌馬自達汽車的代理及銷售業務[10]。
- 2014年7月1日：馬自達成立臺灣馬自達汽車，原委託福特六和生產之馬自達3改成進口之方式，僅剩馬自達5仍代工生產[11]。
- 2016年7月：國產化的馬自達5正式停產。
- 2019年2月：推出Focus MK4車款，同時包含4門及5門車型。
- 2020年6月：推出The All New Kuga。
- 2021年：推出Focus Active與代理Tourneo Connect車款。

## 關係企業與子公司
- 福嘉實業股份有限公司：負責汽車批發、銷售與廣告服務業務。[已解散]
- 福運汽車股份有限公司：負責汽車批發、銷售、保固、維修及保養業務。
- 品爵汽車股份有限公司：負責馬自達、水星、林肯、捷豹等品牌車輛的批發、進口、銷售、廣告服務業務；已於2017年7月17日解散。
- 福灣企業股份有限公司：負責汽車分期付款、保險代理等業務。[已解散]
- 福灣財產保險代理人股份有限公司：負責汽車保險代理業務。

## 廣告活動
- 福特六和將美規Escape之外觀重新設計並改為國產化上市時，曾於2001年12月31日至2002年2月28日期間將一輛Escape實車吊掛在臺北金融中心大樓外牆上，以此戶外廣告之誇張手法表現該款車的越野性能，當時曾造成大轟動[12]。
- 2007年推出i-MAX車款廣告，採用「城市琴人」丹尼爾·帕德（Daniel Powter）的歌曲〈Free Loop〉作為配樂，受到熱烈討論。同年七月丹尼爾來台演出，受福特六和邀請與i-MAX車款見面[13]。
- 2008年推出New Mondeo車款廣告，與丹尼爾·帕德二度合作，採用其特別為廣告創作的〈Whole World Around〉作為配樂，再次受到歡迎。〈Whole World Around〉後被收錄於丹尼爾·帕德在同年9月發行的《Under The Radar（英语：Under_the_Radar_(Daniel_Powter_album)）》專輯當中。
- 2019年Focus MK4廣告由金獎影后林依晨及影帝林柏宏代言，獲得好評。
- 2020年The All New Kuga廣告由氣質女神張鈞甯代言，再次締造銷售佳績，大獲好評。
- 2021年Focus Active與Tourneo Connect車款分別由林依晨與盧廣仲擔任代言人。

## 外部連結
- 福特六和汽車官方網站 （页面存档备份，存于）
- （英文）美國總公司官方網站 （页面存档备份，存于）
- 福特六和汽車的Facebook專頁